# Penicillium paneum
Penicíllium páneum (лат.) — вид несовершенных грибов (телеоморфная стадия неизвестна), относящийся к роду Пеницилл (Penicillium).
Часто встречается на ржаном хлебе и других зерновых продуктах.

## Описание
Колонии на агаре Чапека быстрорастущие, бархатистые, тонкие, с обильным тускло-зелёным или тёмно-сине-зелёным спороношением, с мелкими бесцветными капельками экссудата. Реверс кремовый или бежевый. Колонии на CYA на 7-е сутки до 4 см в диаметре, бархатистые, с зелёным или сине-зелёным спороношением, с многочисленными бесцветными каплями экссудата. Реверс бежевый до коричневого. На агаре с солодовым экстрактом (MEA) колонии на 7-е сутки 4,5—6,5 см в диаметре, тускло-зелёные, с бледным реверсом. На агаре с дрожжевым экстрактом и сахарозой (YES) колонии недельного возраста 5—7 см в диаметре, обильно спороносящие. Реверс кремово-бежевый, нередко в среду выделяется красно-розовый растворимый пигмент.
При температуре 37 °C рост отсутствует.
Конидиеносцы бородавчатые, трёхъярусные, иногда с примесью четырёхъярусных, с прижатыми элементами. Веточки 17—33 мкм длиной. Метулы цилиндрические, 10—17 мкм длиной. Фиалиды цилиндрические, с короткой шейкой, 8—10 × 2,5—3 мкм. Конидии шаровидные, гладкостенные, 3,5—5 мкм в диаметре.

### Отличия от близких видов
Penicillium roqueforti отличается тёмно-зелёным реверсом на CYA. Penicillium carneum отличается резким запахом (изобутанол, геосмин).

## Экология и значение
Встречается на хлебных продуктах, также на маниоковых чипсах. Разлагает силос.
Продуцирует ботриодиплоидин, патулин и рокфортин C, однако неизвестно, выделяет ли гриб эти токсины при произрастании на хлебе.

## Таксономия
Penicillium paneum Frisvad, Microbiology 142 (3): 546 (1996).